# 野口る理
野口 る理（のぐち るり、1986年4月25日 - ）は、俳人。
鳥取県に生まれ、徳島県にて育つ。高校生のとき、瀬戸内寂聴の文学塾に参加したことをきっかけに俳句をはじめる。聖心女子大学大学院修士課程修了（修士論文「『パイドン』におけるミュートス　―プラトン哲学の再考―」）。
2011年、神野紗希、江渡華子とともに俳句ウェブマガジン「スピカ」創刊。同年、邑書林のアンソロジー『俳コレ』に巻頭100句入集。2013年、第一句集『しやりり』を刊行、同句集で第5回田中裕明賞次点。2017年、左右社のアンソロジー『天の川銀河発電所』入集。
代表句に「初雪やリボン逃げ出すかたちして」「虫の音や私も入れて私たち」など。洞察と思索を生かした知性的な作風で、坪内稔典は「感動派」に対する新しい「表現派」の女性俳人として評価している。東京都渋谷区在住。現代俳句協会会員。

## 著書
- 句集 しやりり（ふらんす堂、2013年12月）

共著
- 俳コレ（週刊俳句編、邑書林、2011年12月）
- 子規に学ぶ俳句365日（週刊俳句編、草思社、2011年12月）
- 天の川銀河発電所（佐藤文香編著、左右社、2017年8月）